# Левіно
Левіно (пол. Lewino) — село в Польщі, у гміні Ліня Вейгеровського повіту Поморського воєводства.
Населення — 319 осіб (2011).
У 1975-1998 роках село належало до Гданського воєводства.

## Демографія
Демографічна структура станом на 31 березня 2011 року:
|          | Загалом | Допрацездатний вік | Працездатний вік | Постпрацездатний вік |
| -------- | ------- | ------------------ | ---------------- | -------------------- |
| Чоловіки | 164     | 40                 | 107              | 17                   |
| Жінки    | 155     | 39                 | 88               | 28                   |
| Разом    | 319     | 79                 | 195              | 45                   |